# 馮偉仁事件
馮偉仁事件是指發生在1977年8月22日，中華民國陸軍步兵206師618旅7營3連義務役二等兵馮偉仁，於服役12天後隨即失蹤、數十年音訊全無的案件。

## 事件經過
馮偉仁為臺中縣豐原市人，1977年8月10日在苗栗縣頭份鎮的斗煥坪營區服役，隸屬陸軍步兵206師618旅7營3連。8月22日，馮偉仁入伍服役的第12日，馮偉仁父親馮文祥收到部隊電報，指馮偉仁逃亡，24小時必須幫忙找回，否則要抓回關禁閉。馮家家屬團立即趕到苗栗縣頭份鎮的斗煥坪營區但被拒在營外，第二天馮家家屬在營區傳達室得到軍方指令，讓家屬到苗栗附近尋山撈河，但馮家屬數十年心力交瘁仍然無法找到馮偉仁。
馮文祥反駁兒子「逃亡」說法，三年後軍方改口表示，馮偉仁擔任幫廚，因公差餵豬，但愛美颱風來襲而失蹤。之後聯勤總部的公文又通知馮家，「陸軍二等兵馮偉仁，在苗栗縣死亡」。
軍方給予的死亡原因是「颱風吹失」，1982年1月30日頒予家屬旌忠狀（載馮偉仁於1981年12月18日在苗栗因公殉職）。

## 後續發展
馮偉仁自失蹤後音訊全無、生死不明，父親馮文祥數度堅持向國防部和總統府請求查明失蹤原因，也一再申請想和兒子同袍見面瞭解事發經過，但國防部敷衍推諉，且三次公文傳達不同的失事理由，卻沒有遺物、沒有屍體、沒有任何證據，真相至今石沈大海。馮父不甘心又傷心地表示，人死見屍，「這36年來，我日日思念兒子，常夢到無頭的兒子回家來看我，讓我哭泣中驚醒」。
雖然馮父晚年中風行動不便，居住南投縣草屯鎮，但因2013年7月爆發的洪仲丘事件而重燃希望，馮家期待還有機會見到馮偉仁的軍中同袍、再取得與馮偉仁有關的線索。
根據2013年7月23日媒體引述龔姓政戰主任的訊息，斗煥坪營區歷經三次重大人事及組織精簡，且早期軍方對資料保存不重視，人事資料不超過10年，只能調閱歷史資料查證。